# Джоел Тобек
Джоел Браян Тобек (англ. Joel Bryan Tobeck, 2 червня 1971, Окленд, Нова Зеландія) — новозеландський актор.

## Біографія
Джоел Тобек народився 2 червня 1971 року в Окленді в родині актриси Лідді Голловей.
Джоел уперше взяв участь у виставі «Герцогиня Мальфі» у віці 5 років в Оклендському театрі Мерк'юрі. Він вивчав акторське мистецтво в Оклендському Молодіжному Театрі та в Школі Театрального мистецтва, де він вивчав хореографію. Джоел також є досвідченим музикантом, він грає на гітарі та співає. У минулому він був членом гуртів The Applicators, Wide Lapels, Bard's Band та Splitter.

## Особисте життя
Джоел Тобек має трьох дітей від стосунків з Іветт Дентон.

## Фільмографія

### Фільми
- 2003 — Володар Перснів: Повернення короля — Ґуріц
- 2005 — Стелс — лідер секретної операції
- 2007 — Орел проти акули — Деймон
- 2007 — Примарний вершник — селюк
- 2007 — 30 днів ночі — Даґ Герц
- 2007 — Водяний кінь: легенда глибин — сержант Волкер
- 2009 — Неприємності трапляються — Рей Конвей
- 2011 — Спляча красуня — бізнесмен
- 2015 — Венера і Марс — Росс Ґрентем

### Серіали
- 1996—1999 — Геркулес: Легендарні подорожі — Берай/Страйф/Деймос/Девід Скотт Поллісон
- 1998—1999 — Молодий Геркулес — Страйф
- 2000—2001 — Клеопатра 2525 — Кріґан
- 2000—2001 — Ксена: принцеса-воїн — Деймос/Люцифер
- 2007 — Без сліду — Джефф Генрі
- 2009 — 30 секунд — Мартін Маннінґ
- 2010 — Гаваї 5.0 — Курт Міллер
- 2010 — Сини анархії — Донні
- 2010 — Відділ убивств — Річард Маккалістер
- 2011 — Темна сторона — Ґері Маджорс
- 2012 — Леді-детектив міс Фрайн Фішер — старший сержант Ґроссміт
- 2013 — Спартак: Війна проклятих — Помпей
- 2013 — Доктор Блейк — суперінтендант Метью Ловсон
- 2016 — Еш проти зловісних мерців — Баал